# Havas
Pour les articles homonymes, voir Havas (homonymie).
Havas Group, ou Havas, est une entreprise française de conseil en communication.
Anciennement connue sous le nom de Euro RSCG, elle est le fruit de la scission en 1944 de l'agence Havas, une agence de presse française fondée en 1835.
Havas est spécialisée dans la publicité, la communication et l'influence de l'opinion publique, pour le compte d'entreprises, nations, hommes politiques, et grandes fortunes.
Elle est un des plus importants mondialement. Ses principaux rivaux sont Publicis, Omnicom, Dentsu, WPP et Interpublic.
Havas ne doit pas être confondu avec Havas Voyages, qui appartient au Groupe Marietton depuis 2015.
Auparavant détenue directement par le Groupe Bolloré, Havas est rachetée en 2017 par Vivendi, dont Vincent Bolloré est le plus important actionnaire. Havas est dirigée depuis 2013 par Yannick Bolloré. Son siège se trouve à Puteaux, en région parisienne. Havas ne fait plus partie du groupe Vivendi depuis son éclatement le 16 décembre 2024.

## Histoire

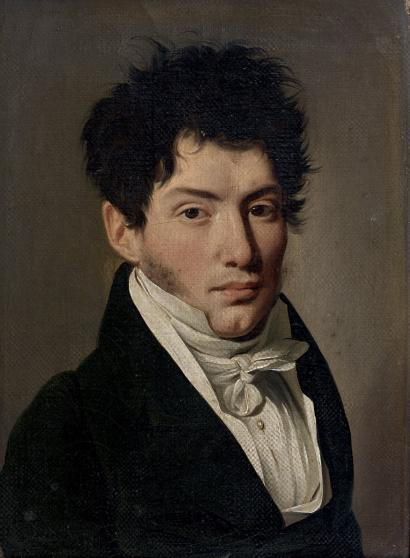
Charles-Louis Havas.

L'agence Havas a été créée à Paris en 1835 par le Français Charles-Louis Havas, un ancien négociant international devenu banquier puis journaliste et traducteur. Ce faisant, il invente le concept d’agence de presse, imité en 1846 par six journaux new-yorkais se regroupant en coopérative, l'Associated Press, puis en 1849 par un ancien collaborateur de Havas, l'Allemand Paul Julius Reuter, qui fonde l'agence Reuters[réf. nécessaire].
Le groupe Havas a hérité de Havas Advertising, une filiale de l'ancien Havas, dont il a acquis le droit d'exploiter le nom en 2002[réf. nécessaire].

### Histoire d'Havas, première du nom

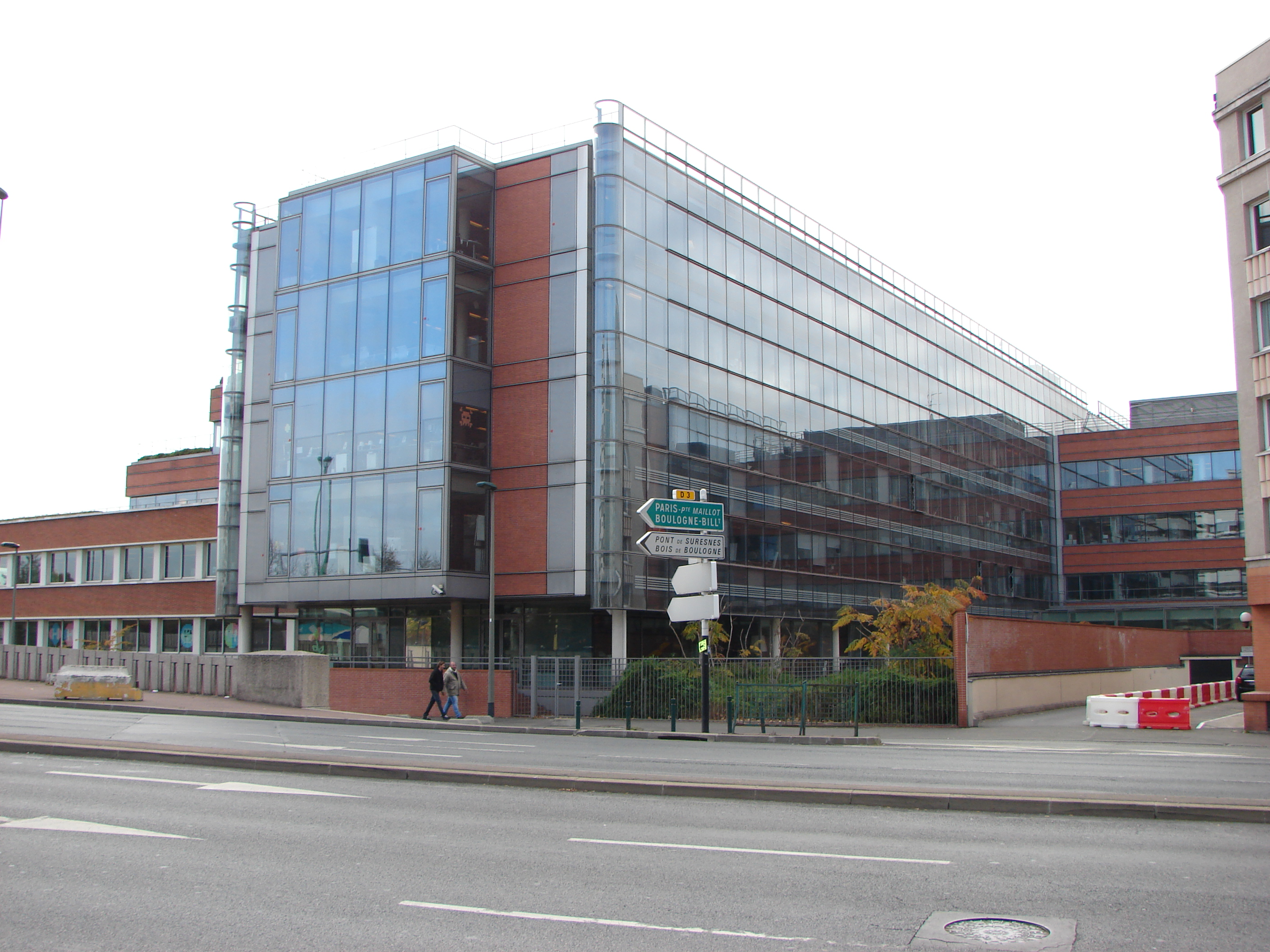
Siège social, entre 2002 et 2012, du Groupe Havas à Suresnes.

Havas est issu de l'Agence des feuilles politiques, la première agence de presse au monde. Très vite, l'interconnexion des marchés financiers lui ouvre des horizons commerciaux. Entre 1852 et 1857, l'entreprise se lance dans la publicité et est scindée en deux branches, l'une pour l'information (la future Agence France-Presse) et l'autre pour la publicité (IP, constituée en société anonyme sous le nom d'agence Havas en 1879).
En 1920, la fusion de l'agence Havas avec la Société générale des annonces transforme radicalement la société qui s'impose comme premier régisseur de presse. Cette activité est ensuite étendue aux secteurs de la radio et du cinéma, puis de l'affichage en 1923.
Lorsque la France est envahie par l'Allemagne, en 1940, l'agence perd son indépendance. La branche publicité reste dans le privé, sous le même nom d'agence Havas, tandis que la branche information passe dans le giron du régime de Vichy sous le nom d’Office français d'information (OFI), qui devient en septembre 1944, après la Libération de Paris, l'Agence France-Presse.
Au sortir de la guerre, en 1945, l'agence publicitaire Havas est nationalisée aux deux-tiers du fait de la collaboration. Siégeant d'abord 62 rue de Richelieu, elle entre alors dans une grande phase de diversification, déjà commencée en 1938 avec la création d'Havas Voyages, dans des domaines très éloignés de la publicité. Elle étend ensuite ses activités à la presse gratuite, la presse professionnelle, l'édition et la télévision à péage :
- 1968 : création de Havas Conseil S.A;
- 1971 : lancement de l’hebdo gratuit Marseille 7, diffusé dans tous les foyers marseillais ;
- 1975 : Havas prend le contrôle d'Usine Publications et ses périodiques industriels français, L'Usine nouvelle et Le Moniteur[7]. Havas Conseil S.A. devient Eurocom ;
- 1976 : Havas accompagne le lancement de la Compagnie européenne de publications en fusionnant Usine Publications avec la Compagnie française d’édition ;
- 1984 : Havas fait partie des fondateurs de Canal+.

En 1987, l'agence Havas est totalement privatisée et prend la dénomination de Havas S.A.
- 1991 : Rachat de RSCG et intégration dans la filiale Eurocom. RCSG devient EuroRCSG ;
- 1996 : Eurocom S.A. devient Havas Advertising S.A. ;
- 1997 : Havas SA absorbe CEP Communication, 2e groupe éditorial français.

### Histoire récente
Le groupe Havas, racheté par Vivendi en 1998, est renommé Vivendi Universal Publishing.
De 1989 à 2005, Alain de Pouzilhac en est le président. Lors de sa présidence et suivant la tendance du secteur à se consolider, Havas adopte une stratégie de croissance externe très agressive entre 1998 et 2001 afin de devenir une société mondiale[réf. nécessaire].
En 1999, elle fait progresser la taille de sa division d'achat d'espace avec une prise de participation dans Media Planning S.A., une société espagnole détenue par la famille Rodés.
En 2000, Havas prend contrôle de Snyder Inc, une société américaine dans les métiers de marketing support. D'ailleurs, elle en rajoute l'acquisition d'une centaine d'agences: La stratégie menée pendant cette période fut critiqué comme « hasardeuse».
En 2004, l'homme d'affaires Vincent Bolloré commence à prendre une participation dans Havas. Le 21 juin 2005, de Pouzilhac démissionne de la présidence du groupe après un an de bras de fer avec le nouvel actionnaire principal, le groupe Bolloré avec une participation de 22 %, qui entre au conseil d'administration auquel il obtient quatre places pour ses délégués. Bolloré est nommé président de Havas le 21 juin 2005.
Vincent Bolloré est Président du conseil d'administration, Fernando Rodés, fils du fondateur de Media Planning S.A. est nommé directeur général le 10 mars 2006. Yannick Bolloré en est le PDG depuis le 30 août 2013.
En janvier 2015, Havas et Universal Music Group créent un partenariat big data afin d'exploiter et monétiser les « données comportementales » des fans de musique.
En mars 2015, le groupe Bolloré vend 22,5 % de Havas pour 601 millions d'euros, dans le but d'augmenter le flottant de l'action Havas.
En mai 2017, le groupe Vivendi annonce l'acquisition de la participation de 60 % du groupe Bolloré dans Havas pour un montant de 2,36 milliards d'euros,, en cas de réussite de cette opération, les 40 autres pourcents d'Havas devrait être repris également par Vivendi, pour un total de 3,881 milliards d'euros,.
En mai 2017, Havas acquiert l'agence Sorento, agence indienne de communication santé et bien-être.
Le 5 octobre 2017, Vivendi annonce le résultat définitif de son OPA sur le groupe. Sa part passe alors à 94,75 % du capital et 94,73 % des droits de vote. À 9,25 € par action, l’opération a coûté 1,39 milliard d’euros à Vivendi[réf. nécessaire].
En septembre 2019, Havas monte au capital de l'agence Buzzman, fondée par Georges Mohammed-Chérif, à hauteur de 51 %.
Début 2022, Havas annonce devenir actionnaire majoritaire dans le capital de « Tinkle », une agence de relations publiques très présente en Espagne et au Portugal. Le 25 janvier Havas indique avoir acquis « Raison de Santé » une agence spécialisée en communication d'environnement,.
En janvier 2025, Havas fait l'acquisition de CA Sports, l'une des plus grandes agences de marketing sportif en Espagne. L'agenc espagnole sera intégrée à Havas Play, "le réseau d’Havas ayant pour vocation de connecter les marques aux consommateurs par le biais de leurs passions" selon le communiqué.

## Controverses
En 2018, l'agence Havas gère la communication de candidats à l'élection présidentielle en Afrique (Alpha Condé en Guinée et Faure Gnassingbé au Togo) quelques mois avant que Bolloré Africa Logistics (anciennement SDV) n'obtienne les exploitations. Des investigations révèlent que les deux candidats aux présidentielles en Guinée et au Togo ont bénéficié de sous-facturation de la part d'Havas, ou pour une très large part prise en charge par SDV Afrique, une autre filiale du groupe Bolloré.
En 2021, Vincent Bolloré reconnaît les faits qui lui sont reprochés et accepte le plaider-coupable proposé par le Parquet, dont l'homologation est refusée par le tribunal Judiciaire de Paris, ouvrant la voie à un procès en correctionnelle. De son côté, la société Bolloré SE a vu homologuée une Convention judiciaire d'intérêt public aux termes de laquelle elle devra régler une amende de 12 millions d'euros, calculée sur la base des bénéfices du groupe envisagés sur la concession portuaire de Lomé.

## Métiers

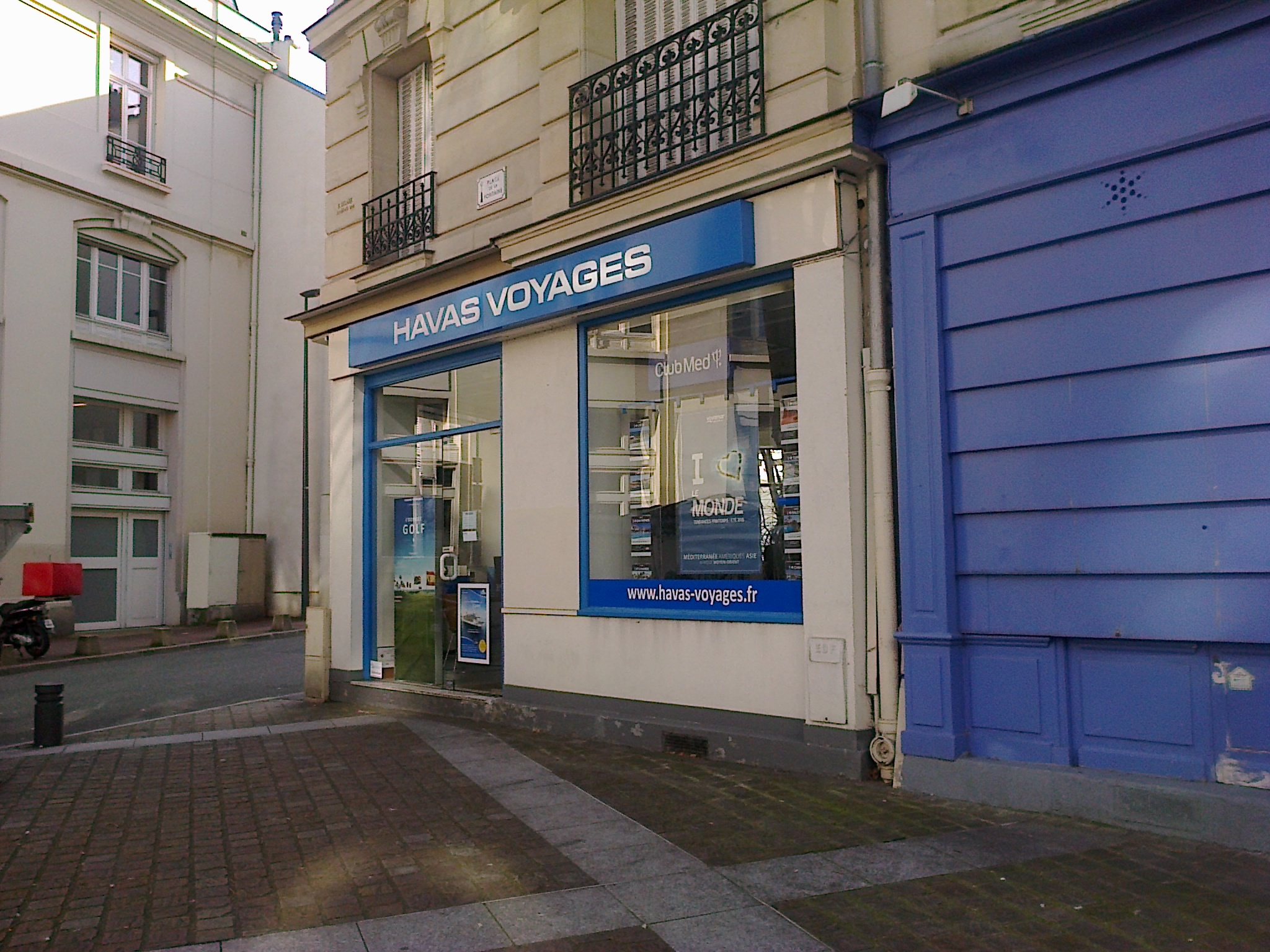
Agence Havas Voyages d'Issy-les-Moulineaux.

Le groupe Havas est présent dans la publicité avec Euro RSCG et l'agence H depuis sa création le 11 juin 2007[réf. nécessaire].
Havas a également développé un réseau de conseil en communication (anciennement dénommé Euro-RSCG C&O).
Il comporte également une branche spécialisée dans l'achat d'espace médias avec Havas Média composée des cinq réseaux, MPG, Arena (conseil et achat d'espace) Havas Play (activations) et Média Contacts (marketing numérique).
Il fait également du trading d'espace média au sein d'une filiale nommée Affiperf.
Il bénéficie de deux activités transversales avec un « China Desk » accompagnant les entreprises chinoises dans leurs stratégies en Europe, et une solution de conseil en innovation : « Havas Blockchain ».
Pour Havas Voyages, voir la section Thomas Cook AG depuis 1997 sur Thomas Cook (entreprise). Fin 2015, la marque Havas Voyages est rachetée par le groupe Marietton, qui possède également le réseau Selectour et Héliades.

## Données financières
| Années                      | 2003  | 2004  | 2005  | 2006  | 2007  | 2008  | 2009  | 2010  | 2011  | 2012  | 2013  | 2014  | 2015  | 2016  | 2017  | 2018  | 2019  | 2020  |
| --------------------------- | ----- | ----- | ----- | ----- | ----- | ----- | ----- | ----- | ----- | ----- | ----- | ----- | ----- | ----- | ----- | ----- | ----- | ----- |
| Chiffre d'affaires          | 1 645 | 1 491 | 1 461 | 1 472 | 1 532 | 1 568 | 1 441 | 1 558 | 1 645 | 1 778 | 1 772 | 1 865 | 2 188 | 2 276 | 2 259 | 2 319 | 2 378 | 2 137 |
| Résultat d'exploitation     | -396  | 34    | 152   | 140   | 169   | 188   | 180   | 202   | 220   | 240   | 245   | 263   | 315   | 329   |       |       |       |       |
| Résultat net part du groupe | 34    | 52    | 59    | 46    | 83    | 104   | 92    | 110   | 120   | 126   | 128   | 140   | 172   | 177   |       |       |       |       |
| Capitaux propres            |       | 812   | 925   | 943   | 978   | 1 015 | 1 085 | 1 200 | 1 302 | 1 131 | 1 259 | 1 447 | 1 638 | 1 752 |       |       |       |       |
| Dettes financières          | 000   | 308   | 417   | 382   | 226   |       |       |       |       |       |       | 480   | 616   | 661   |       |       |       |       |

[réf. nécessaire]

## Direction

### Présidents
- Président directeur général de Havas : Yannick Bolloré[31]
- Directeur général : Chris Hirst (Havas Creative), Peter Mears (Havas Media), Donna Murphy (Havas Health & You)

#### Groupe Havas
Ancien président :
- Jean Schloesing : mars 1945 à juillet 1948[32]
- Jean Chevalier : 1953
- Gaston Vagogne : ? à avril 1961
- Christian Chavanon : avril 1961 à juin 1973
- Christian Lobut : juin 1973 à juin 1974
- Jean Méo : juin 1974 à 1978
- Yves Cannac : 1978 à juin 1981
- Pierre Nicolaÿ : juin 1981 à 1982
- André Rousselet : 1983-1986
- Georges Roquette : 1986
- Pierre Dauzier : 1986-1998
- Jean-Marie Messier : 1998-2002

#### Groupe publicitaire (ex Havas Advertising)
- Jacques Douce : 1973-1982
- Alain de Pouzilhac : 1989-2005
- Richard Colker : 2005 (intérim)
- Vincent Bolloré : depuis 2005

### Présidents directeurs généraux

#### Groupe de presse
- Jacques Douce : 1967-1982
- Pierre Dauzier : 1982-1997
- Jean-Marie Messier : 1997-2002

#### Groupe publicitaire (ex Havas Advertising)
- Jacques Douce : 1973-1982
- Alain de Pouzilhac : 1989-2005
- Richard Colker : 2005 (intérim)
- Philippe Wahl : 2005-2006
- Fernando Rodés Vila : 2006-2011
- David Jones : 2011-2014
- Yannick Bolloré : depuis janvier 2014

### Conseil d'administration
Au 23 juillet 2020, le conseil d'administration d'Havas Group est composé de Yannick Bolloré, président-directeur général de Havas Group, Yves Cannac, Hélène Deneuil, Catherine Habib-Deloncle, Ghislaine Brégé, représentant la Financière de Longchamp, Jean de Yturbe, représentant Longchamp Participations, Hervé Philippe, Arnaud de Puyfontaine, président-directeur général de Vivendi, Alfonso Rodés Vila, Jacques Séguéla, Emilie Pietrini, Directrice de la Marque et de la Communication de Canal + et Marie Bolloré, directrice générale de Blue Solutions.

#### Ouvrages
- Antoine Lefébure, Havas : les arcanes du pouvoir, Paris, Bernard Grasset, 1993, 406 p. (ISBN 978-2-24641-991-4, OCLC 263291951, lire en ligne).
- Havas et l'audiovisuel, 1920-1986, Pascal Lefebre, éditions L'Harmattan, 1998.
- Radio-Luxembourg, Histoire d'un média privé d'envergure européenne, David Dominguez Muller, éditions L'Harmattan, 2007.
- Nouvelles en trois lignes, Félix Fénéon, éditeur Libella, collection Libretto, 162 pages, Paris, 2019  (ISBN 978-2-36914-446-5).

#### Articles
- Julien Auvert, « De la censure du front aux colonnes parisiennes: l'Agence Havas, l'information et la guerre civile espagnole », Le Temps des médias, vol. 16, no 1,‎ 2011, p. 52-62 (DOI 10.3917/tdm.016.0052, lire en ligne ).